# Vita 34
Vita 34 AG este o bancă privată de celule stem cu sediul în Leipzig, Germania. Având peste 98.000 de probe depozitate, aceasta reprezintă cea mai mare bancă privată de celule stem din Germania. În data de 27 martie 2007, compania a fost listată la bursă. Numele companiei provine de la cuvântul latin „vita” (viață) și indicatorul „CD34” specific celulelor stem hematopoietice.

## Dezvoltare
Vita 34 a fost înființată la data de 28 aprilie 1997 și a primit aprobarea de producător de produse farmaceutice.
Aceasta a fost prima bancă privată de celule stem din Europa. În 2003, sediul companiei a fost mutat în Bio City Leipzig.
Aici a fost înființat laboratorul de sticlă, care permite celor interesați să urmărească modalitatea de procesare a probelor de sânge.

## Implicare în domeniul cercetării
Vita 34 se implică activ în cercetarea fundamentală și aplicată și colaborează cu institute și universități de renume. În prezent, la nivel mondial, sunt înregistrate 284 de studii clinice privind transplantul de sânge ombilical. Dintre acestea, Vita 34 este implicată direct în următoarele studii:
- Studiu clinic privind tratamentul diabetului zaharat tip I cu propriile celule stem din sângele ombilical - în colaborare cu Universitatea Tehnică din München
- Terapie cu celule stem pentru îmbunătățirea circulației sanguine și a capacității de pompare a mușchiului cardiac - în colaborare cu Universitatea din Rostock
- Terapie cu celule stem pentru reducerea paraliziei și a tulburările de mișcare ca urmare a unui accident vascular - în colaborarea cu Universitatea Leipzig și Institutul Fraunhofer pentru terapie celulară și Imunologie
- Studiu privind îmbunătățirea funcționării valvelor cardiace prin intermediul celulelor stem din sângele ombilical - în colaborarea cu Universitatea din Zürich
- Terapie cu celule stem pentru malformații cardiace - în colaborare cu Universitatea din Rostock
- Reprogramarea celulelor sanguine din cordonul ombilical în celule IPS (celule stem pluripotent induse) - în colaborarea cu Școala Medicală din Hanovra

În 2012, Vita 34 AG a început două proiecte de cercetare suplimentare. Unul dintre aceste proiecte, în colaborare cu Departamentul de Hematologie al Universității din Leipzig, este focusat pe eficacitatea celulelor stem mezenchimale din cordonul ombilical în cadrul transplanturilor cu celule stem pentru tratarea leucemiei. Scopul este de a suprima reacția imunitară față de țesutul străin (Boala grefă-contra-gazdă). Acesta este unul din motivele pentru care se urmărește recoltarea celulelor stem mezenchimale. În plus, Vita 34 AG dezvoltă în prezent markeri de vitalitate pentru asigurarea calității în depozitul criogenic.

## Dezvoltare pe plan internațional
Vita 34 AG are o rețea extinsă de parteneri și filiale pe teritoriul Europei: Austria, Elveția, Italia, Spania, Slovenia, Slovacia, Croația, Serbia, Macedonia, Bosnia-Herțegovina, Bulgaria și România.
De asemenea, există angajamente în Chile, Vietnam și Mexic pentru dezvoltarea unor bănci de celule stem la nivel regional. Vita 34 AG pune la dispoziția partenerilor săi kitul de recoltare Vita 34 și întregul know-how. 
În România, Bio Save este partenerul oficial al Vita 34.

## Laboratorul de sticlă
În 2003, Vita 34 a deschis primul laborator de sticlă în Bio City Leipzig. Cei interesați au posibilitatea de a vizita laboratorul high-tech, certificat de către GMP și pot participa la un tur ghidat. Vizitatorii pot observa la fața locului modalitatea de procesare și depozitare a probelor recoltate. De asemenea, laboratorul poate fi vizitat prin intermediul turului virtual disponibil online.